# Theodor von Oppolzer
Theodor von Oppolzer, född 26 oktober 1841 i Prag, död 26 december 1886 i Wien, var en österrikisk astronom; son till Johann von Oppolzer, far till Egon von Oppolzer.

## Biografi
Oppolzer promoverades 1864 till medicine doktor och ägnade sig, sedan han för sin räkning låtit uppföra ett väl utrustat observatorium, åt astronomin, till vars främsta representanter under 1800-talet han räknades. År 1875 blev han ordinarie professor i astronomi vid universitetet i Wien, vars vetenskapsakademi han tillhörde. 
Oppolzers första arbeten utgjordes av banbestämningar för kometer och planeter. Resultaten av sina studier och upptäckter inom denna gren av astronomin sammanförde han i sin klassiska Lehrbuch der Bahnbestimmung der Planeten und Cometen (1870). Genom omfattande perturbationsberäkningar knöt han sitt namn till Winneckes komet, vars rörelse enligt dessa undersökningar, liksom Enckes komet, syntes antyda tillvaron av ett "resisterande medium". 
Från 1873 ägnade Oppolzer sig åt astronomiska arbeten för den europeiska gradmätningen i Österrike och assisterades då av Robert Gustav Schram, som efter hans död blev ledare för den österrikiska gradmätningen. 
Oppolzers sista större arbeten var Entwurf einer Mondtheorie (1886) och Canon der Finsternisse (1887), som omfattar en förteckning över jämte hjälpkvantiteter för beräkning av alla sol- och månförmörkelser från 1206 f.Kr. till 2161 e.Kr. Detta verk utvidgades sedermera av Otto Schrader, "Die bedeutenden Sonnenfinsternisse und die grossen Mondfinsternisse für Mitteleuropa in der Zeit von 2166 bis 3055".

## Eftermäle
Nedslagskratern Oppolzer på månen och asteroiden 1492 Oppolzer är uppkallade efter honom.